# شرلی هیوز
وینیفرد شرلی هیوز (انگلیسی: Winifred Shirley Hughes؛ ۱۶ ژوئیهٔ ۱۹۲۷ – ۲۵ فوریهٔ ۲۰۲۲) نویسنده، و تصویرگر ادبیات کودک و نوجوان اهل انگلستان بود که بین سال‌های ۱۹۶۰ تا ۲۰۲۲ مشغول فعالیت بود.

## زندگی‌نامه
وینیفرد شرلی هیوز در کربی غربی زاده شد. او دختر تی‌جی ‌هیوز، صاحب یک فروشگاه زنجیره‌ای بود. شرلی در مدرسهٔ عالی هنر لیورپول در رشتهٔ نقاشی و طراحی لباس و در مدرسهٔ  هنر راسکین آکسفورد در رشتهٔ هنر تحصیل کرد. شرلی هیوز با یک معمار به نام جان ولیامی ازدواج کرد و صاحب سه فرزند شدند. دخترش کلارا ولیامی در تهیهٔ مجموعه کتاب‌های دیکسی ‌او دی با او همکاری کرده است.
شرلی هیوز با الهام از نقاشانی مانند آرتور راکهام و ادموند دولاک نخستین آثار نقاشی خود را برای کتاب خواهر کوچولوی آتیش‌پارهٔ من نوشتهٔ دوروتی ادواردز ارائه کرد. پس از آن نخستین کتاب خود روز لوسی و تام را در سال ۱۹۶۰ به نویسندگی و تصویر‌گری خود منتشر کرد. شرلی هیوز در طول عمر کاری خود هیوز بیش از ۲۰۰ کتاب کودک را تصویر‌گری کرد که تا سال ۲۰۲۲ بیش از ده میلیون نسخه از آنها تاکنون به فروش رفته‌اند.
مجموعه داستان هیوز به نام آلفی نخستین بار در سال ۱۹۷۷ منتشر شد که داستان پرطرفداری درباره پسری همراه با خواهر کوچک‌ترش آنی‌رز است. اما سرشناس‌ترین نوشته و تصویرگری او کتاب داگر است. داستان کتاب درباره پسری است که اسباب‌بازی خود را گم می‌کند.
شرلی هیوز پس از بیماری کوتاهی در خانه‌اش درگذشت.

## جوایز
- مدال کیت گریناوی برای کتاب داگر (۱۹۷۷)[۱۲]
- مدال کیت گریناوی برای کتاب شانس بزرگ الا (۲۰۰۳)
- جایزهٔ دستاورد زندگی بوک‌تراست (۲۰۱۵)[۱۳]
- نشان امپراتوری بریتانیا (۲۰۱۷) به پاس خدمت طولانی به کودکان